# ジョーズ (ゲーム)
『ジョーズ』（JAWS）は、1975年の同名のアメリカ映画『ジョーズ』を原作としたコンピューター向けゲームである。いくつかのソフトハウスから数種類のゲームが発売されていたが、いずれでも日本では発売されていない。

## JAWS
1987年発売。NES(海外版ファミリーコンピュータ)にリリースされた。アメリカのみ発売。販売はLJN、開発の元受はアトラス、開発の下請けはウエストン ビット エンタテインメント。

## JAWS:THE COMPUTER GAME
1989年に最初のバージョンが発売。対応機種はZX Spectrum、コモドール64、コモドール128、MSX、Amstrad CPC、アミーガ、ATARI_ST。販売はイギリスのScreen 7。再発売は Alternative Software Ltd、EDOS（イギリス国内）、Erbe Software S.A.（スペイン国内）。開発は Intelligent Design 。「JAWS」、「JAWS:THE COMPUTER GAME」、「Tiburón」と3つのバージョンが存在するが内容は全て同じである。

## JAWS UNLEASHED
2006年発売。開発はMajesco Games。鮫になって人間を捕食するゲーム。PlayStation 2 、Xbox 、Microsoft Windows用、でアメリカ、EU、オーストラリアで発売。

## JAWS ULTIMATE PREDATOR（ジョーズ アルティメット プレデター）
2011年発売。発売元はマジェスコ。言語は英語。プレイヤーがジョーズになって、魚を捕食したり、アザラシや人を襲うというゲーム。北米のニンテンドー3DS、任天堂 Wiiで動作可能（日本の3DS・Wii本体では動作しない）。